# Ronald Araújo
Ronald Federico Araújo da Silva (Rivera, 7 de marzo de 1999) es un futbolista uruguayo que juega como defensa en el F. C. Barcelona de la Primera División de España, del cual es el segundo capitán.

## Vida personal
Nació el 7 de marzo de 1999 en Rivera, como hijo de Celestino Araújo y Karina Da Silva, ambos de origen brasileño. Tiene dos hermanos, Maikel y Kauan.
El 21 de junio de 2025 contrajo matrimonio con Abigail Olivera, su pareja desde 2016, en una ceremonia religiosa celebrada en el Templo Metodista de Montevideo. Ambos tienen dos hijas: Aitana (n. 2021) y Adara (n. 2024).

## Trayectoria

### Inicios
Araújo se formó en Huracán de Rivera, donde debutó en el equipo de mayores a los 13 años. En 2015 se mudó a Montevideo al fichar por C. A. Rentistas, donde debutó como profesional al año siguiente. En julio de 2017 fue traspasado al C. A. Boston River.

### F. C. Barcelona
El 29 de agosto de 2018 el F. C. Barcelona hizo oficial su fichaje para el filial firmando por cinco temporadas a cambio de 1,7 millones de euros fijos más 3,5 en variables. El 6 de octubre de 2019 debutó con el primer equipo en partido oficial en la victoria por 4-0 ante el Sevilla F. C. tras sustituir a Jean-Clair Todibo en la segunda mitad, pero fue expulsado antes de que finalizara el encuentro. El 13 de junio de 2020 jugó su primer partido como titular en la victoria por 0-4 ante el R. C. D. Mallorca. El 19 de julio tuvo su segunda titularidad en la victoria por 0-5 sobre el Deportivo Alavés en Mendizorroza. El día después el club comunicó que se incorporaba al filial para jugar el play-off de ascenso.
El 5 de octubre fue inscrito como futbolista del primer equipo azulgrana a todos los efectos en la Liga. Esa misma temporada, el 19 de diciembre, marcó ante el Valencia C. F. su primer gol con la primera plantilla que suponía el momentáneo 2-1 favorable para su equipo.
En la temporada 2021-22 disputó su primer Clásico ante el Real Madrid C. F. en el Santiago Bernabéu y marcó el segundo de los cuatro goles con los que lograron la victoria. Antes de acabar la campaña firmó una ampliación de su contrato hasta junio de 2026.
En julio de 2023, tras la marcha de Sergio Busquets y Jordi Alba, fue escogido por sus compañeros como tercer capitán. La siguiente temporada, con la salida de Sergi Roberto, pasó a ser el segundo capitán. En el inicio de esa campaña no pudo jugar debido a una lesión sufrida en la Copa América y no disputó su primer partido del curso hasta enero, mes en el que renovó hasta junio de 2031.

## Selección nacional
Debutó en la selección uruguaya sub-20 en marzo de 2019. Participó en la Copa Mundial Sub-20 de 2019 en Polonia. En el torneo jugó tres partidos y marcó un gol.
El 13 de octubre de 2020 debutó con la absoluta saliendo de inicio en el partido clasificación para el Mundial de 2022 ante Ecuador en Quito.
Fue convocado para la Copa América 2021. Se lesionó en un entrenamiento posterior al primer partido y no estuvo disponible hasta los cuartos de final, ronda en la que Uruguay quedó eliminada tras perder en penaltis (2-4) frente a Colombia.
El 23 de septiembre de 2022 sufrió una lesión en el primer minuto de un amistoso contra Irán. Se operó días después y puso en riesgo su participación en el Mundial de Catar, torneo al que acabó acudiendo pero sin llegar a tener minutos.
En la clasificación para el Mundial de 2026 anotó su primer gol con la selección mayor. Fue el 16 de noviembre de 2023, Uruguay visitaba a Argentina y metió el primer gol de su equipo. El resultado final fue 2-0 para Uruguay, el otro gol lo anotó Darwin Núñez.
Participó en la Copa América 2024, en la que Uruguay finalizó en tercera posición tras derrotar a Canadá en la tanda de penaltis. No pudo jugar los últimos partidos del torneo debido a una lesión que sufrió en los cuartos de final y que lo mantuvo alejado de los terrenos de juego durante cinco meses.

### Participaciones en categorías inferiores
| Competición                       | Sede    | Resultado        | Partidos | Goles |
| --------------------------------- | ------- | ---------------- | -------- | ----- |
| Campeonato Mundial Sub-20 de 2019 | Polonia | Octavos de final | 3        | 1     |

### Participaciones en la Copa América
| Copa              | Sede           | Resultado        | Partidos | Goles |
| ----------------- | -------------- | ---------------- | -------- | ----- |
| Copa América 2021 | Brasil         | Cuartos de final | 0        | 0     |
| Copa América 2024 | Estados Unidos | Tercer puesto    | 4        | 0     |

### Participaciones en la Copa del Mundo
| Copa                 | Sede  | Resultado      | Partidos | Goles |
| -------------------- | ----- | -------------- | -------- | ----- |
| Copa Mundial de 2022 | Catar | Fase de grupos | 0        | 0     |

### Participaciones a clasificatorias a Copas del Mundo
Última actualización: 16 de noviembre de 2023.
| Clasificatorias                   | Resultado    | Posición | Partidos | Goles |
| --------------------------------- | ------------ | -------- | -------- | ----- |
| Clasificatorias Catar 2022        | Clasificado  | 3.º      | 9        | 0     |
| Clasificatorias Norteamérica 2026 | Disputándose | -.º      | 3        | 1     |
| Total                             | Total        | Total    | 12       | 1     |

### Goles internacionales
| # | Fecha                   | Lugar                                 | Rival     | Gol   | Resultado | Competición                           |
| - | ----------------------- | ------------------------------------- | --------- | ----- | --------- | ------------------------------------- |
| 1 | 16 de noviembre de 2023 | La Bombonera, Buenos Aires, Argentina | Argentina | 0 - 1 | 0 - 2     | Clasificación para el Mundial de 2026 |

## Estadísticas

### Clubes
| Club                         | Div.          | Temporada     | Liga  | Liga  | Copas nacionales | Copas nacionales | Copas internacionales | Copas internacionales | Total | Total |
| Club                         | Div.          | Temporada     | Part. | Goles | Part.            | Goles            | Part.                 | Goles                 | Part. | Goles |
| ---------------------------- | ------------- | ------------- | ----- | ----- | ---------------- | ---------------- | --------------------- | --------------------- | ----- | ----- |
| C. A. Rentistas · Uruguay    | 2.ª           | 2016          | 3     | 1     | —                | —                | —                     | —                     | 3     | 1     |
| C. A. Rentistas · Uruguay    | 2.ª           | 2017          | 14    | 6     | —                | —                | —                     | —                     | 14    | 6     |
| C. A. Rentistas · Uruguay    | Total club    | Total club    | 17    | 7     | 0                | 0                | 0                     | 0                     | 17    | 7     |
| C. A. Boston River · Uruguay | 1.ª           | 2017          | 9     | 0     | —                | —                | —                     | —                     | 9     | 0     |
| C. A. Boston River · Uruguay | 1.ª           | 2018          | 18    | 0     | —                | —                | 4                     | 0                     | 22    | 0     |
| C. A. Boston River · Uruguay | Total club    | Total club    | 27    | 0     | 0                | 0                | 4                     | 0                     | 31    | 0     |
| F. C. Barcelona "B" · España | 2.ª B         | 2018-19       | 22    | 3     | —                | —                | —                     | —                     | 22    | 3     |
| F. C. Barcelona "B" · España | 2.ª B         | 2019-20       | 22    | 3     | —                | —                | —                     | —                     | 22    | 3     |
| F. C. Barcelona "B" · España | Total club    | Total club    | 44    | 6     | 0                | 0                | 0                     | 0                     | 44    | 6     |
| F. C. Barcelona · España     | 1.ª           | 2019-20       | 6     | 0     | 0                | 0                | 0                     | 0                     | 6     | 0     |
| F. C. Barcelona · España     | 1.ª           | 2020-21       | 24    | 2     | 6                | 0                | 3                     | 0                     | 33    | 2     |
| F. C. Barcelona · España     | 1.ª           | 2021-22       | 30    | 4     | 3                | 0                | 10                    | 0                     | 43    | 4     |
| F. C. Barcelona · España     | 1.ª           | 2022-23       | 22    | 0     | 6                | 1                | 3                     | 0                     | 31    | 1     |
| F. C. Barcelona · España     | 1.ª           | 2023-24       | 25    | 1     | 4                | 0                | 8                     | 0                     | 37    | 1     |
| F. C. Barcelona · España     | 1.ª           | 2024-25       | 12    | 1     | 5                | 0                | 8                     | 1                     | 25    | 2     |
| F. C. Barcelona · España     | 1.ª           | 2025-26       | 1     | 0     | 0                | 0                | 0                     | 0                     | 1     | 0     |
| F. C. Barcelona · España     | Total club    | Total club    | 120   | 8     | 24               | 1                | 32                    | 1                     | 176   | 10    |
| Total carrera                | Total carrera | Total carrera | 208   | 21    | 24               | 1                | 36                    | 1                     | 268   | 23    |
| 1. 2.                        |               |               |       |       |                  |                  |                       |                       |       |       |

### Selección
| Selección          | Temporada | Amistosos | Amistosos | Sudamérica | Sudamérica | Mundial | Mundial | Total | Total |
| Selección          | Temporada | Part.     | Goles     | Part.      | Goles      | Part.   | Goles   | Part. | Goles |
| ------------------ | --------- | --------- | --------- | ---------- | ---------- | ------- | ------- | ----- | ----- |
| Sub-20 · Uruguay   | 2019      | 4         | 1         | -          | -          | 3       | 1       | 7     | 2     |
| Sub-20 · Uruguay   | Total     | 4         | 1         | -          | -          | 3       | 1       | 7     | 2     |
| Absoluta · Uruguay | 2020      | -         | -         | 1          | 0          | -       | -       | 1     | 0     |
| Absoluta · Uruguay | 2021      | -         | -         | 4          | 0          | -       | -       | 4     | 0     |
| Absoluta · Uruguay | 2022      | 3         | 0         | 4          | 0          | -       | -       | 7     | 0     |
| Absoluta · Uruguay | 2023      | -         | -         | 3          | 1          | -       | -       | 3     | 1     |
| Absoluta · Uruguay | Total     | 3         | 0         | 12         | 1          | -       | -       | 15    | 1     |
| Total              | Total     | 7         | 1         | 12         | 1          | 3       | 1       | 22    | 3     |
| 1.                 |           |           |           |            |            |         |         |       |       |

## Palmarés

### Títulos nacionales
| Título                     | Club            | País   | Año     |
| -------------------------- | --------------- | ------ | ------- |
| Copa del Rey               | F. C. Barcelona | España | 2020-21 |
| Supercopa de España        | F. C. Barcelona | España | 2023    |
| Primera División de España | F. C. Barcelona | España | 2022-23 |
| Supercopa de España        | F. C. Barcelona | España | 2025    |
| Copa del Rey               | F. C. Barcelona | España | 2024-25 |
| Primera División de España | F. C. Barcelona | España | 2024-25 |